# Ліхтенштейн на літніх Олімпійських іграх 1960
Ліхтенштейн брав участь у літніх Олімпійських іграх 1960 року в Римі (Італія) в четвертий раз у своїй історії, але не завоював жодної медалі. Країну представляли шість спортсменів, які брали участь у змаганнях з велоспорту, легкої атлетики та стрільби.

## Велоспорт
Спортсменів − 1

### Шосейні перегони
| Спортсмен   | Гонка            | Час          | Місце |
| ----------- | ---------------- | ------------ | ----- |
| Адольф Хееб | Групові перегони | Не фінішував | -     |

## Легка атлетика
Спортсменів — 2
Чоловіки
| Спортсмен    | Вид           | Забіг        | Забіг | Чвертьфінал | Чвертьфінал | Півфінал   | Півфінал   | Фінал        | Фінал      |
| Спортсмен    | Вид           | Результат    | Місце | Результат   | Місце       | Результат  | Місце      | Результат    | Місце      |
| ------------ | ------------- | ------------ | ----- | ----------- | ----------- | ---------- | ---------- | ------------ | ---------- |
| Эгон Йорі    | 800м          | 2.00,3       | 6     | Не пройшов  | Не пройшов  | Не пройшов | Не пройшов | Не пройшов   | Не пройшов |
| Эгон Йорі    | 1500м         | Не фінішував | -     | Не пройшов  | Не пройшов  | Не пройшов | Не пройшов | Не пройшов   | Не пройшов |
| Алоїз Бюхель | Десятиборство |              |       |             |             |            |            | Не фінішував | -          |

## Стрільба
Спортсменів − 2
| Спортсмен       | Вид                                       | Результат | Місце |
| --------------- | ----------------------------------------- | --------- | ----- |
| Густав Кауфманн | Малокаліберна гвинтівка з 3 положень, 50м | 507       | 65    |
| Густав Кауфманн | Малокаліберна гвинтівка лежачи, 50м       | 374       | 73    |
| Гвідо Вольф     | Малокаліберна гвинтівка з 3 положень, 50м | 493       | 68    |
| Гвідо Вольф     | Малокаліберна гвинтівка лежачи, 50м       | 374       | 73    |